# Eleccions a l'Assemblea Nacional de Gal·les de 2003
Les Eleccions a l'Assemblea Nacional de Gal·les de 2003 se celebraren l'1 de maig de 2003, i foren les segones des que es va aprovar la Devolution el 1997. S'hi van imposar els laboristes gal·lesos de Rhodri Morgan. Els nacionalistes gal·lesos del Plaid Cymru obtenen més representació que els Conservadors i es consoliden com a segona força política, però a menys distància que a les eleccions anteriors.

## Resultats
| ← Eleccions a l'Assemblea Nacional de Gal·les, 2003 → |         |      |        |                  |      |        |               |
| Partit                                                | Vots    | %    | Escons | Vots addicionals | %    | Escons | Escons totals |
| Partit Laborista Gal·lès                              | 340.535 | 40,0 | 30     | 310.658          | 36,6 | 0      | 30            |
| Plaid Cymru                                           | 180.189 | 21,2 | 5      | 167.653          | 19,7 | 7      | 12            |
| Partit Conservador Gal·lès                            | 169.842 | 19,9 | 1      | 162.725          | 19,2 | 10     | 11            |
| Liberal Demòcrates Gal·lesos                          | 120.250 | 14,1 | 3      | 108.013          | 12,7 | 3      | 6             |
| Partit Independent John Marek                         | 8.749   | 1,0  | 1      | 11.008           | 1,3  | -      | 1             |
| Independent UK                                        | 19.795  | 2,3  | -      | 29.427           | 3,5  | -      | -             |
| Partit Verd                                           | -       | -    | -      | 30.028           | 3,5  | -      |               |